# عبد السلام سحبان
عبد السلام سحبان هو عسكري ليبي من مواليد سنة 1941 مقرب من الزعيم معمر القذافي وكان قائد قوات الدفاع الجوي في الحرب الليبية التشادية. وهو علي عكس القيادات العسكرية في ليبيا يتمتع بمحبة من قبل أبناء الشعب الليبي تخرج من الكلية العسكرية الجوية في مصر عام 1970 وتعرف علي القدافي عن طريق عضو مجلس قيادة الثورة الرائد ركن عبد السلام جلود وتم تعيينه قائد العمليات العسكرية الخاصة في المنطقة الجنوبية وكان في ذلك الوقت يحمل رتبة رائد وكان أحد قيادات الحرب الليبية التشادية ومن تم تمت ترقيته الي رتبة عقيد ركن وأصبح القائد العام للقوات الدفاع الجوي تم أسره في واحة اوزو الحدودية سنة 1987. وظل في السجن إلى ان أمر الرئيس التشادي السابق حسن هبري قتل القيادات الليبية في السجون سنة 1990 وتم دفنه مقبرة الهاني في العاصمة الليبية طرابلس وقل عنه الزعيم القدافي أن الرجل لا يموت أن الثوري لا يموت أن الشجاع لا يموت أن اليد التي قتلت عبد السلام سحبان ورفاقه أن لم تقطع هنا سوف تقطع في أي مكان في العالم وخرج في جنازته الكثير من القيادات الأمنية والعسكرية والسياسية وخطب الزعيم القدافي في جنازته وتم منحه وسام الشرف العسكري بعد وفاة وتم تكريمه وسميت على اسمه مدرسة وشوارع ومسجد في مدينة سبها مسقط رأسه وهو متزوج وله ستة أبناء

## نشأته
ولد سنة 1941 في منطقة وادي الشاطئ جنوب ليبي وتررع هناك ثم انتقلت عائلته للعيش في مدينة سبها وهو الأوسط بين اخواته وبعد قيام ثورة الفاتح في ليبيا دخل الكلية الحربية وذهب في دورة تدريبية في مصر وتخرج منها عام 1971 برتبة ملازم وعمل في القوات الخاصة (الصاعقة).